# مالك سعد
مالك سعد (بالإنجليزية: Malik Saad)‏ هو مهندس مدني ومهندس باكستاني، ولد في 19 مايو 1959 في أبوت آباد في باكستان، وتوفي في 27 يناير 2007.